# Deshret

Den röda kronan

Deshret var det formella namnet på Nedre Egyptens röda krona. Den är röd och ovanpå sitter en krullig tråd som representerar snabeln på ett honungs-bi. När den kombineras med  Övre Egyptens vita krona blir de tillsammans Egyptens dubbelkrona som symboliserar att bäraren är härskare över hela Egypten.
I mytologin lät jordguden Geb falkguden Horus regera över Nedre Egypten. De egyptiska faraonerna, som såg sig själv som efterträdare till Horus, bar den för att symbolisera sin auktoritet över Nedre Egypten. 

Ingen röd krona har bevarats och det är okänt hur den konstruerades och vilka material som användes. Det faktum att ingen krona bevarats ens i relativt intakta gravar antyder att kronan gick från kung till kung precis som i dagens monarkier.

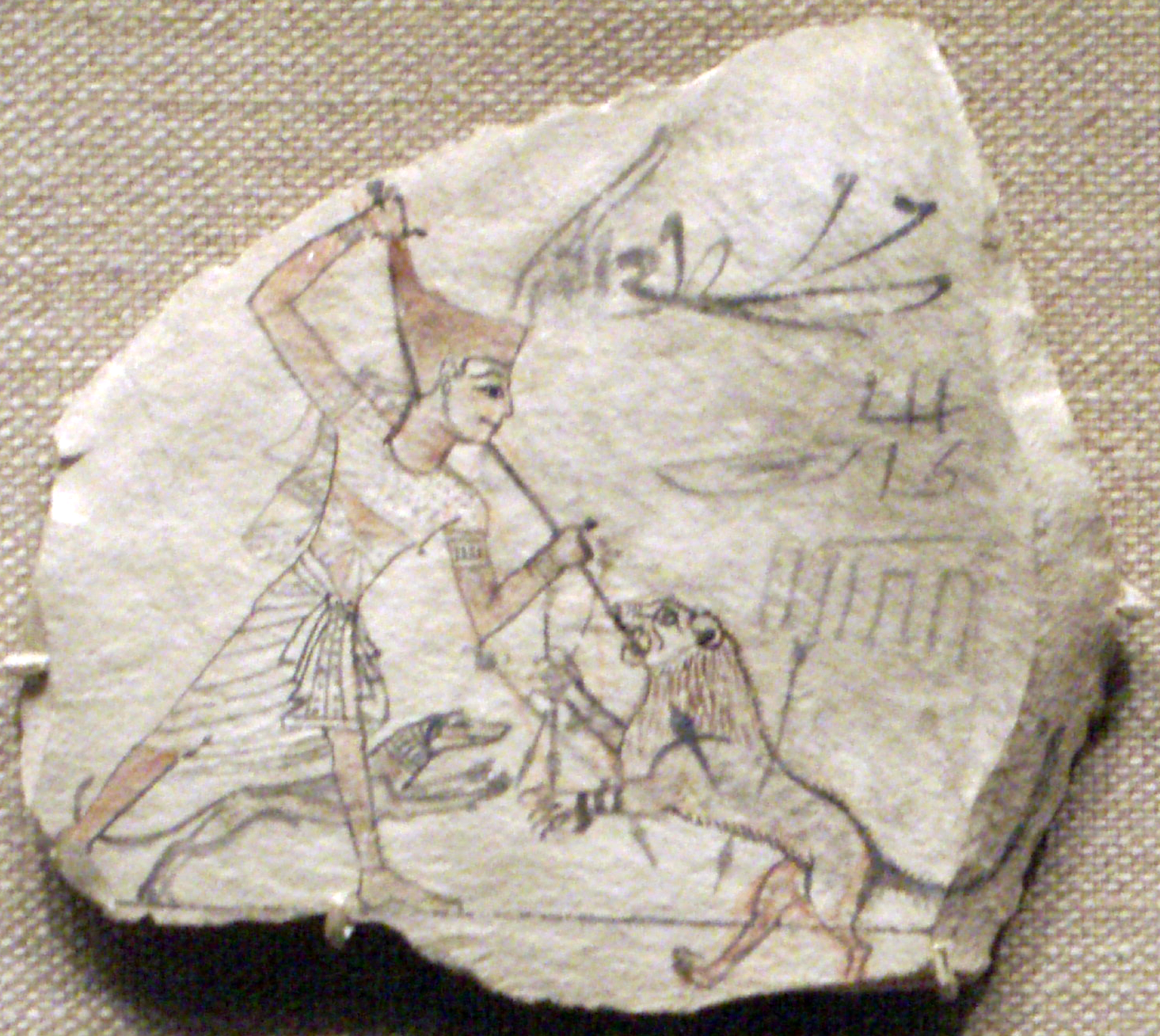
Farao under Nya riket med den röda kronan
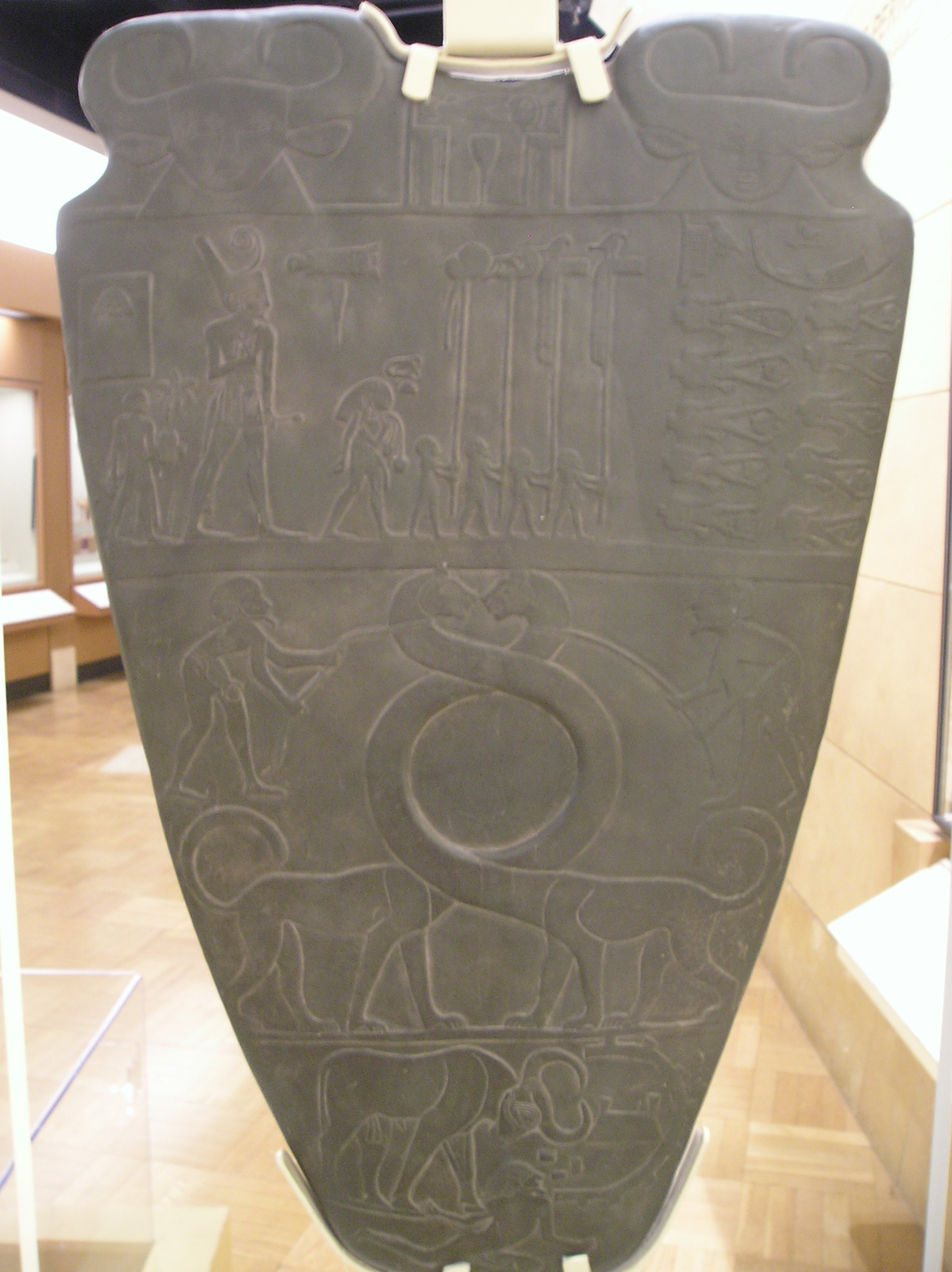
Narmer med den röda kronan på Narmerpaletten.